# Tomás Navarro Tomás
 (février 2024).
Si vous disposez d'ouvrages ou d'articles de référence ou si vous connaissez des sites web de qualité traitant du thème abordé ici, merci de compléter l'article en donnant les références utiles à sa vérifiabilité et en les liant à la section « Notes et références ».
Pour les articles homonymes, voir Navarro (homonymie).
Tomás Navarro Tomás, né à La Roda, dans la province d'Albacete, en 1884 et mort à Northampton (Massachusetts) en 1979, est un philologue espagnol.

## Biographie
Disciple de Ramón Menéndez Pidal, il commence son travail de recherche linguistique en éditant des textes classiques, Les Demeures de sainte Thérèse d'Avila et l'œuvre poétique de Garcilaso de la Vega dans la collection appelée alors La Lectura, et à présent Clásicos Castellanos, publiés chez Espasa-Calpe. Il collabore ensuite avec son maître en fondant la Revista de Filología Española et dirige le laboratoire de phonétique du Centro de Estudios Históricos. On lui doit l'introduction en Espagne des méthodes d'investigation propres à cette branche de la linguistique, ainsi que son Manual de pronunciación española.
Au Laboratoire de phonologie du Centre d'études historiques, il réalise l’Atlas linguistique de la péninsule Ibérique (ALPI), en dirigeant une équipe de collaborateurs formés par lui, parmi lesquels figurent entre autres María Josefa Canellada et Alonso Zamora Vicente, qui allaient former par la suite un couple de dialectologues réputés ; ils utilisaient un appareil peu pratique appelé kimographe, avantageusement remplacé aujourd'hui par le spectrographe. La collecte de la musique traditionnelle espagnole fut menée à bien par Martínez Torner ; les travaux publiés à la suite des enquêtes pour l'Atlas (Aurelio Espinosa fils, L. Rodríguez Castellano, M. Sanchis Guarner, etc.) élargirent la connaissance de la dialectologie espagnole. Le matériel sonore enregistré était confié aux Archives de la Parole dirigées par le professeur Antonio Quilis, qui souhaitait réunir les voix de personnages publics importants de toutes les sphères. Navarro Tomás lui-même publia plusieurs études de dialectologie hispanique. Il entra à la Real Academia Española de la Lengua en 1935 au fauteuil « n » minuscule et son discours fut consacré à l'accent castillan ; il montra son inquiétude en observant que l'intonation et la norme orthologique du castillan était en train de se perdre parce que l'espagnol qui était transmis au dehors, essentiellement grâce au cinéma sonore, était plein d'un andalousisme calqué sur le vieux théâtre. Il fut directeur de la Bibliothèque nationale d'Espagne et membre de l'Académie espagnole. 
Après la Guerre Civile, il s'exile avec sa famille aux États-Unis où, jusqu'à sa retraite, il occupe diverses chaires dans les Universités de Syracuse et de Colombia. En 1948, il publie El español en Puerto Rico, première étude de géographie linguistique d'un pays hispano-américain avec du matériel collecté en 1927. Il écrit aussi une étude fondamentale sur la versification intitulée Métrica española. Il y fait un compte-rendu historique et descriptif (1956), où il étudie, indépendamment des caractéristiques du vers espagnol et de sa scansion, également l'évolution de ses différents types et de ses strophes, avec le rythme accentuel caractéristique de chacun. Un épitomé de ce travail parut deux ans plus tard sous le titre Arte del verso (1959). Le résultat de ses recherches dans les archives de plusieurs communes de Huesca avant la Guerre Civile est consigné dans le volume Documentos lingüísticos del Alto Aragón (1957). En 1962 parut à Madrid le premier volume de l'Atlas Lingüístico de la Península Ibérica ; mais les autres n'ont pas été publiés. Après un long travail en exil, il meurt aux États-Unis âgé de 95 ans.
Pendant son exil, il fonda l'Academia Norteamericana de la Lengua Española.

## Ouvrages
- Manual de Pronunciación Española, 1918
- Manual de Entonación Española, 1948
- Estudios de Fonología Española, 1946
- Métrica Española, 1956
- Arte del Verso 1959
- El Español de Puerto Rico, 1948
- Atlas Lingüístico de Puerto Rico
- Documentos lingüísticos del Alto Aragón, 1957
- Atlas Lingüístico de la Península Ibérica, 1962